# Ernst Zermelo

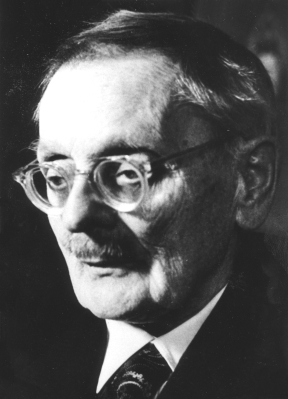
Ernst Zermelo, Freiburg 1953

Ernst Friedrich Ferdinand Zermelo [t͡sɛrˈmeːlo] (* 27. Juli 1871 in Berlin; † 21. Mai 1953 in Freiburg im Breisgau) war ein deutscher Mathematiker.

## Leben
Zermelo war der Sohn eines Gymnasialprofessors und besuchte das Luisenstädtische Gymnasium in Berlin bis zum Abitur 1889. Er studierte Mathematik, Physik und Philosophie an den Universitäten von Berlin, Halle (Saale) und Freiburg und promovierte 1894 an der Universität Berlin bei Hermann Amandus Schwarz mit Auszeichnung mit Untersuchungen zur Variationsrechnung, in der er Weierstraß’ Theorie erweiterte. In Berlin studierte er u. a. unter Max Planck, dessen Assistent er war. In den Jahren 1896 und 1897 war er in eine Debatte mit Ludwig Boltzmann verwickelt, da er einen Widerspruch zwischen dem Poincaréschen Wiederkehrsatz und dem zweiten Hauptsatz der Thermodynamik sah, den Boltzmann glaubte aus der Mechanik abgeleitet zu haben. 1897 ging Zermelo nach Göttingen, damals das Weltzentrum der Mathematik, wo er seine Habilitation über ein hydrodynamisches Thema einreichte (Wirbelbewegungen auf der Kugeloberfläche). Im Jahre 1904 formulierte er das Auswahlaxiom und bewies damit den Wohlordnungssatz, der besagt, dass jede Menge wohlgeordnet werden kann. Damit erregte er so viel Aufmerksamkeit, dass er 1905 zum Professor in Göttingen ernannt wurde. Sein Beweis erzeugte aber auch heftige Kritik, so dass er 1908 einen neuen Beweis gab. In der Folge begründete er die axiomatische Mengenlehre mit den Axiomen der Zermelo-Mengenlehre 1907/08, die Basis für die Zermelo-Fraenkel-Mengenlehre, die heute als Standardzugang etabliert ist. 1910 bekam Zermelo den Lehrstuhl für Mathematik an der Universität Zürich. 1913 bewies er, dass endliche Spiele wie Schach (es gibt gewisse Spielabbruchbedingungen, so dass kein Spiel unendlich lange dauern kann) eine eindeutige Lösung besitzen. Das heißt: Entweder besitzt Weiß wie bei einer Schachkomposition (oder auch Schachproblem) eine Gewinnstrategie, oder Schwarz besitzt eine solche, oder aber jeder der beiden Spieler kann mindestens ein Remis erzwingen. Dieses Ergebnis war eines der ersten in der mathematischen Spieltheorie. 1916 erhielt er den Ackermann-Teubner-Gedächtnispreis.
Im Mai 1916 wurde ihm die „aus Gesundheitsrücksichten nachgesuchte Entlassung aus seinem Lehramte“ in Zürich erteilt. Danach verlegte er seinen Wohnsitz in den Schwarzwald. Er arbeitete ab 1926 mit einer Ehren-Professur an der Albert-Ludwigs-Universität in Freiburg im Breisgau, musste diese Arbeit aber 1935 wieder aufgeben, da er sich weigerte, die Vorlesungen mit Hitlergruß zu beginnen, was von Kollegen (Gustav Doetsch und dessen Assistent Eugen Schlotter) denunziert wurde. Nach dem Zweiten Weltkrieg bezog er seine Position als Honorarprofessor wieder, konnte aber aufgrund seines gesundheitlichen Zustandes keine Vorlesungen mehr halten.
Zermelo ist auf dem Friedhof in Günterstal in Freiburg beerdigt. Sein Grab liegt neben dem von Edmund Husserl.

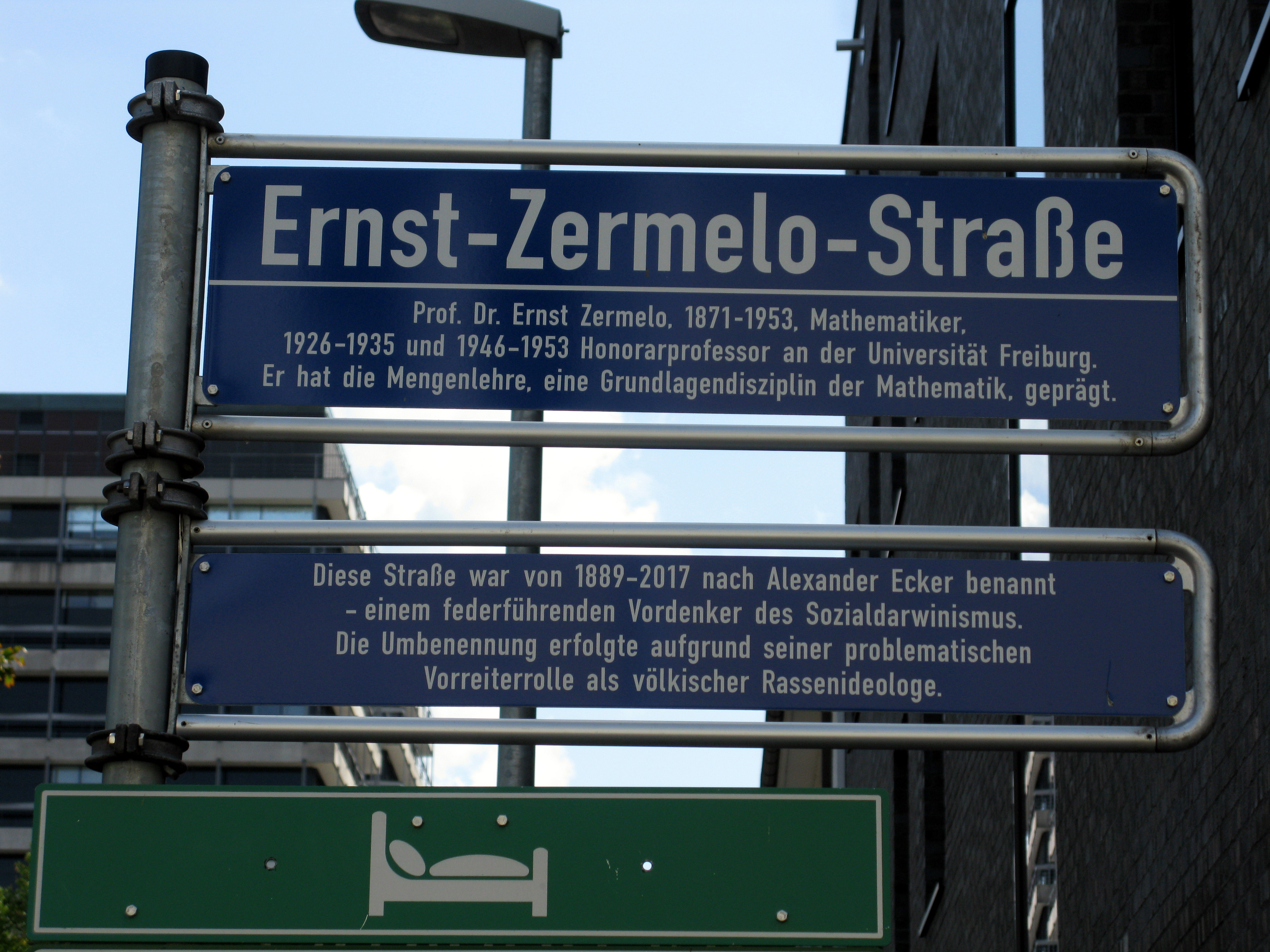
Straßenschild im Freiburger Stadtteil Neuburg.

Im April 2018 wurde in Freiburg ihm zu Ehren die Eckerstraße, in der sich das Mathematische Institut der Albert-Ludwigs-Universität Freiburg befindet, in Ernst-Zermelo-Straße umbenannt.

## Sonstiges

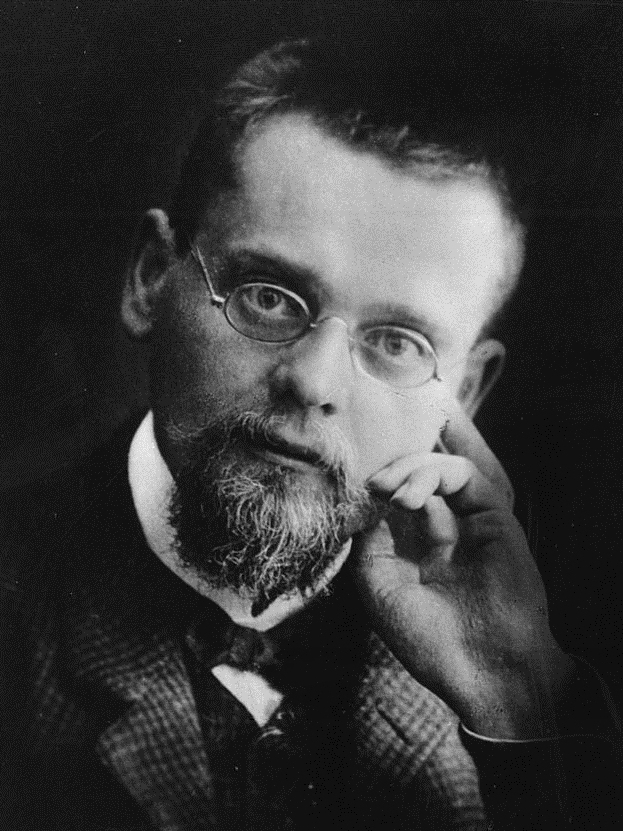
Ernst Zermelo in den 1900er Jahren

Zermelo war als scharfzüngig bekannt. Wolfgang Pauli erzählte folgende Anekdote von Ernst Zermelo: In einer Vorlesung über Logik in Göttingen stellte Zermelo folgendes Paradoxon: Es gebe zwei Klassen von Mathematikern in Göttingen. Zur ersten Klasse gehörten die, die täten, was Felix Klein wollte, was ihnen aber nicht gefalle. Zur zweiten Klasse gehörten diejenigen, die täten, was ihnen gefalle, was aber Felix Klein nicht gefalle. Zu welcher Klasse Felix Klein gehöre? Als die Studenten stumm blieben (Felix Klein nahm damals in Göttingen und auch sonst in Deutschland eine überragende Stellung in der Mathematik ein und war auch der Vorgesetzte des als Privatdozenten in Göttingen lehrenden Zermelo), meinte er, die Antwort sei furchtbar einfach: Felix Klein sei gar kein Mathematiker (tatsächlich war Klein in seiner späteren Karriere bekannt dafür, sich viel mit physikalischen Anwendungen zu befassen, und ihm wurde insbesondere von der Berliner Mathematikerschule, aus der Zermelo kam, mangelhafte mathematische Strenge vorgeworfen). Zur Anekdote kann hinzugefügt werden, dass Zermelo die Russellsche Antinomie vor der Veröffentlichung von Bertrand Russell (1903) selbstständig entdeckte und in Vorlesungen verwendete (durch die sie auch unter anderem David Hilbert bekannt war).

## Schriften (Auswahl)
- Untersuchungen zur Variations-Rechnung, Gustav Schade (Otto Francke), Berlin 1894 (Dissertation; mit lateinischem Lebenslauf)
- Zur Theorie der kürzesten Linien, Jahresbericht der DMV 11, 1902, S. 184–187.
- mit Hans Hahn: Weiterentwickelung der Variationsrechnung in den letzten Jahren, Encyklopädie der mathematischen Wissenschaften Band 2 (Analysis), 1904, S. 626–641.
- als Mitherausgeber: Joseph Serret: Differentialgleichungen und Variationsrechnung. In: Georg Bohlmann, Ernst Zermelo (Hrsg.): Lehrbuch der Differential- und Integralrechnung. Band 3. Leipzig 1904.[7]
- Beweis, daß jede Menge wohlgeordnet werden kann, Mathematische Annalen 59, 1904, S. 514–516.
- Neuer Beweis für die Möglichkeit einer Wohlordnung, Mathematische Annalen 65, 1908, S. 107–128.
- Untersuchungen über die Grundlagen der Mengenlehre. I, Mathematische Annalen 65, 1908, S. 261–281.
- Die Berechnung der Turnier-Ergebnisse als ein Maximumproblem der Wahrscheinlichkeitsrechnung, Mathematische Zeitschrift 29, 1929, S. 436–460.
- Über Grenzzahlen und Mengenbereiche (PDF-Datei, 1,5 MB), Fundamenta Mathematicae 16, 1930, S. 29–47.
- Jean van Heijenoort (Hrsg.): From Frege to Gödel, Cambridge Mass. 1966 (darin englische Übersetzungen von drei Artikeln Zermelos von Stefan Bauer-Mengelberg)
- Heinz-Dieter Ebbinghaus, Craig G. Fraser, Akihiro Kanamori (Hrsg.): Ernst Zermelo. Collected Works. Gesammelte Werke Band 1 (Mengenlehre, Varia), Heidelberg 2010, ISBN 978-3-540-79383-0, doi:10.1007/978-3-540-79384-7; Band 2 (Variationsrechnung, Angewandte Mathematik und Physik), Heidelberg 2013, ISBN 978-3-540-70855-1, doi:10.1007/978-3-540-70856-8